# Церква Свято-Різдва Богородиці (Галицівка)
Церква Свято-Різдва Богородиці — дерев'яна церква, зразок дерев’яного храму у Буковинських Карпатах, яка знаходиться в селі Галицівка Путильського району, Чернівецької області.

## Архітектура
Будівля церква ввібрала в себе елементи буковинського «хатнього» типу та гуцульського купольного, які у 30-х роках XVII століття лише починали своє розповсюдження по території Буковини і Молдови. 
Складається з трьох рівношироких, послідовно розташованих по осі захід-схід приміщень: непропорційно прямокутний бабинець, гранчаста вівтарна частина та восьмигранна нава, над якою височіє восьмигранний пірамідальний верх з декоративною главкою. Майже такі ж главки розташовані по коньку даху над бабинцем і вівтарем, а також над добудованим притвором. Скатний дах із високим виносом та купол церкви вкриті алюмінієвою бляхою, стіни горизонтально оббиті тесом.
Із південного та північного боків до нави прилягають два симетрично розташовані бічні гранчасті притвори, композиційне виділяючи центральний об’єм у загальній структурі храму. Влаштування над навою невеликого, але пластичного верху восьмигранної форми ще більше посилює домінантну роль у композиції центральної частини споруди. Ця роль підкреслюється незначною висотою каркасних дахів над бабинцем та вівтарем.
Аналогічне співвідношення центрального й бічних приміщень добре простежується і в інтер’єрі пам’ятки, композиційною домінантою якого є розвинений угору й добре освітлений простір нави з бічними притворами. Незважаючи на те, що в композиції селятинського храму немає традиційного піддашшя, споруда вирізняється особливою скульптурною пластикою головних елементів і вишуканими пропорціями .
Біля церкви знаходиться дзвіниця. Це двоярусна каркасна споруда восьмикутної форми, яка нагадує сторожову вежу. Добре знайдені пропорції та вміло виявлений силует цієї невеличкої будівлі не лише вдало доповнюють монументальну архітектуру церкви, але й помітно впливають на сприйняття ансамблю центральної частини села.

## Історія
Зведена орієнтовно у 30-х роках XVII століття без єдиного цвяха. У XVIII ст. біля церкви було зведено дзвіницю.
У 1992 році церкву було знову відкрито. У даний час церква діюча.